# 정경애
정경애(鄭敬愛, 1957년 8월 6일 ~ 1997년 8월 6일)는 대한민국의 여성 성우이다. 1977년 동아방송에 입사했으나 1980년 언론통폐합 조치로 KBS 15기로 소속된다. 배우자는 같은 KBS 17기의 성우 장세준이다. 1997년 자신의 41번째 생일을 기념하기 위해 괌으로 향하는 대한항공 여객기에 가족과 함께 탑승했다가 추락 사고로 사망했다.

## 가족
- 남편 장세준(1957년 ~ 1997년, 1986년 결혼)
- 장남 장성민(1987년 ~ 1997년)
- 차남 장재민(1994년 ~ 1997년)

## 출연 작품

### TV 애니메이션
- 11인의 우주용사 (KBS 2TV) - 타다 어머니
- 고깔모자 삼총사 (KBS 2TV) - 마리
- 꽃천사 루루 (KBS 2TV) - 루루
- 달려라 하니 (KBS 2TV) - 오방순, 명화(창수의 누나), 하니의 친엄마.[1]
- 드래곤볼 (VIDEO) - 런치[2]
- 들장미소녀 제니 (KBS 2TV) - 제니
- 떠돌이 까치 (KBS 2TV) - 다리
- 마스크 (SBS) - 바이올렛
- 명탐정 홈즈 (SBS) - 허드슨 부인
- 바다소년 트리톤 (KBS 2TV) - 피피
- 베르사이유의 장미 (KBS 2TV) - 오스칼 프랑소와 드 자르제
- 빨강머리 앤 (KBS 2TV) - 앤셜리
- 숲속의 백설공주 (SBS)
- 요술공주 샐리 (KBS 2TV) - 샐리
- 욕심쟁이 오리아저씨 (89년 더빙판/KBS 2TV) - 듀이
- 은하철도999 (1989년백록판VIDEO) - 메텔[3]
- 우주소년 아톰 (VIDEO) - 우란 (아롱이)
- 작은숙녀 링 (KBS 2TV) - 도로시
- 집없는 소년 (KBS 2TV) - 밀리건 부인
- 천방지축 하빗 (VIDEO) - 소비아 (모모코 프리실라)
- 초시공요새 마크로스 : 사랑, 기억하나요 (VIDEO) - 링 밍메이
- 태양의 용자 파이버드 (VIDEO) - 미사 (쿠니에다 요시코)
- 태풍의 그라운드 (SBS) - 송이
- 컴퓨터 용사 가디언 (KBS 2TV) - 다트
- 햇살나무 (KBS) - 세원
- 화성특공대 (KBS 2TV) - 이브 (Eve)
- 황금의팔 (MBC) - 다수
- 싸이보그 스필반 (VIDEO) - 다이아나[4]
- 아루스란 전기 (VIDEO) - 알프리드
- 요괴사냥꾼 댕기 (VIDEO) - 해설 / 진아
- 철인28호 (VIDEO) - 시키시마 마키코 (김지영)[5]
- 무적의 자스피온 - 남자 아이
- 전격전대 체인지맨 - 체인지 머메이드
- 요괴사냥꾼 댕기 - 해설 / 진아
- 형제전사 에이스맨 - 아영이
- 우주전사 트윈스 - 줄리 (유리)
- 윈다리아 - 마린
- 우주에서 온 야구소년 - 선자
- 우주경찰 저스티 - 아스타리스베가
- 우주용사 타이맨 - 클레오

### 특수 촬영 드라마
- 볼트화이브 (VIDEO) - 4호기 (건상)
- 우뢰매 4탄 썬더V 출동 - 데일리 (천은경)
- 빛의 전사 마스크맨 (VIDEO) - 옐로우 마스크 (김경아) / 후민
- 우주특공대 바이오맨 (VIDEO) - 옐로우 포 (김은경(1대),이혜영(2대))
- 평화의 전사 라이브맨 (VIDEO) - 블루 돌핀 (박민희)
- 시공전사 스필반 (VIDEO) - 다이아나 래디 (다이아나)

### 외화
- 빅 (SBS) - 수잔 (엘리자베스 퍼킨스)
- 언더시즈 (KBS) - 조단 (에리카 엘레니악)
- 음식남녀 (KBS) - 가칭 (오천련)
- 골치 아픈 여자 (KBS) - 샌디 케슬러 (헬렌 슬레이터)
- 귀여운 빌리 (KBS) - 빌리 (멜라니 그리피스)
- 유덕화의 도망자 (KBS) - 셜리 (오천련)
- 7일간의 사랑 (SBS)
- 도검소 (SBS) - 호접
- 돈가방을 든 수녀 (SBS) - 페이트 (카밀 코더리)
- 미지와의 조우 (KBS) - 배리 (캐리 구피)
- 애들이 줄었어요 (KBS) - 다이앤 스잘린스키 (마샤 스트라스먼)
- 나바론 2 (KBS)
- 라붐 (KBS) - 빅 (소피 마르소)
- 어느 이혼녀의 고백 (KBS)
- 트윈 픽스 (KBS) - 노마 제닝스 (페기 립튼)
- 파리의 고갱 (KBS) - 주디스 (소피 그라볼)
- 용서받지 못한 자 (KBS) - 델리아 (안나 레빈) / 데니 (알린 르바서)
- 토탈 리콜 (SBS) - 멜리나 (레이철 티코틴)
- 사랑의 빛 (KBS) - 로빈 (수잔 루턴)
- 의적 실버브레이드 (SBS) - 마사(스테파니 피트)
- 젊은 사자들 (KBS) - 마가렛(바바라 루쉬)
- 39계단 (KBS) - 파멜라(매들린 캐럴)

### 내래이션

#### 교양/다큐멘터리
- KBS 일요스페셜(KBS)
- 그것이 알고싶다(SBS)
- 녹색보고(KBS)
- 인간시대(MBC)
- 명작의 무대(MBC)